# Partizak
Partizak (en arménien Պարտիզակ  ; anciennement Bakhchajur) est une communauté rurale du marz d'Aragatsotn, en Arménie. Elle compte 268 habitants en 2009.